# 阿斯塔纳航空
阿斯塔纳航空（英語：Air Astana）是哈萨克的国家航空公司，以首都阿斯塔纳作为公司基地，开办定期的国际、国内航班。它在哈萨克国内主要以阿拉木图国际机场和努尔苏丹·纳扎尔巴耶夫国际机场作为枢纽机场。阿斯塔纳航空也是哈国内一个职业公路自行车赛——阿斯塔纳队的主要赞助商。阿斯塔纳航空亦為2017年阿斯塔纳世界博覽會的贊助商之一，在展期期間，該公司向所有乘坐其国际航班抵达首都阿斯塔纳的乘客提供一张免费的世博会门票。

## 历史
阿斯塔纳航空组建于2001年9月14日，并于2002年5月15日采用波音737客机首航阿拉木图至阿斯塔纳。
最初，该航空公司租用了3架波音737客机。2004年又增加了3架波音757客机以及用于加大覆盖国内航线的5架福克50型支线客机。
2004年2月，政府结束了哈萨克斯坦航空的业务，并将所有航线经营权移交阿斯塔纳航空之后，阿斯塔纳航空成为了哈萨克斯坦的国家航空公司。哈萨克斯坦政府和英國航太系統分别持有该公司51%和49%的股份，截至2007年3月，该公司雇有1761名员工。
为了扩展相互的业务，该公司最近和汉莎航空公司结成了合作伙伴。
2018年3月，阿斯塔納航空正式與國泰航空簽訂代碼共享協議。

## 航线
阿斯塔纳航空开办了以下航线（截至2018年7月）：

### 亚洲
- 中国
  - 北京（北京首都国际机场）
  - 乌鲁木齐（乌鲁木齐地窝堡国际机场）
- 香港
  - 香港（香港國際機場）
- 印度
  - 德里（英迪拉·甘地国际机场）
- 哈萨克斯坦
  - 阿克套（阿克套机场）
  - 阿克托贝（阿克托贝机场）
  - 阿拉木图（阿拉木图国际机场）
  - 阿斯塔纳（阿斯塔纳国际机场）
  - 阿特劳（阿特劳机场）
  - 卡拉干达（Sary-Arka机场）
  - 库斯塔奈（库斯塔奈机场）
  - 克孜勒奥尔达（克孜勒奥尔达机场）
  - 乌拉尔（乌拉尔Ak Zhol机场）
  - 厄斯克门（厄斯克门机场）
  - 巴甫洛达尔（巴甫洛达尔机场）
  - 彼得罗巴甫尔（彼得罗巴甫尔机场）
  - 塞米伊（塞米伊机场）
  - 奇姆肯特（奇姆肯特国际机场）
  - 杰兹卡兹甘（杰兹卡兹甘机场）
- 吉尔吉斯斯坦
  - 比什凯克（马纳斯国际机场）
- 塔吉克斯坦
  - 杜尚別（杜尚別国际机场）
- 烏茲別克斯坦
  - 塔什干（塔什干國際機場）
- 韩国
  - 首尔（仁川国际机场）
- 泰国
  - 曼谷（素万那普机场）
- 馬來西亞
  - 吉隆坡（吉隆坡國際機場）
- 越南
  - 胡志明市（新山一國際機場）
- 阿拉伯联合酋长国
  - 迪拜（迪拜国际机场）
- 格鲁吉亚
  - 第比利斯 (第比利斯國際機場)
- 阿塞拜疆
  - 巴庫 (蓋達爾·阿利耶夫國際機場)

### 欧洲
- 德国
  - 法兰克福（法兰克福机场）
- 荷兰
  - 阿姆斯特丹（阿姆斯特丹史基浦机场）
- 俄罗斯
  - 莫斯科（舍列梅季耶夫国际机场）
  - 聖彼得堡（普爾科沃機場）
  - 喀山（喀山國際機場）
  - 新西伯利亞（托爾馬切沃機場）
  - 葉卡捷琳堡（科利佐沃國際機場）
  - 鄂木斯克（鄂木斯克中央機場 （页面存档备份，存于））
  - 秋明（秋明機場 （页面存档备份，存于））
- 土耳其
  - 安塔利亚（安塔利亚机场）（季節性航班）
  - 伊斯坦布尔（阿塔蒂尔克国际机场）
- 英国
  - 伦敦（伦敦希思罗机场）
- 烏克蘭
  - 基輔（鮑里斯波爾國際機場）

### 非洲
- 埃及
  - 沙姆沙伊赫（沙姆沙伊赫國際機場）

## 機隊

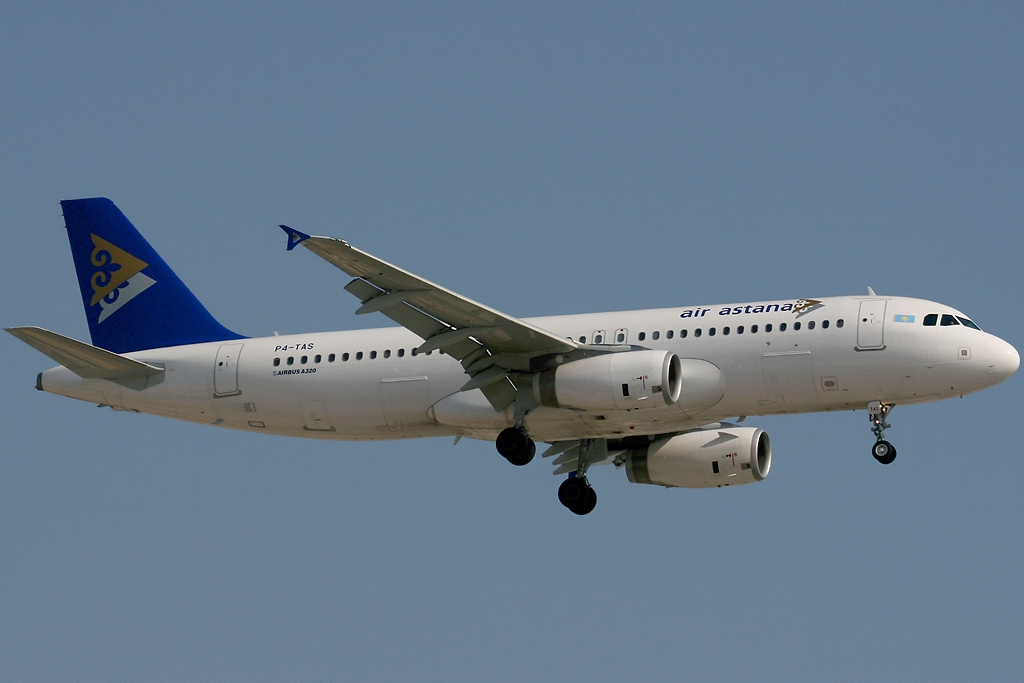
空中客车A320

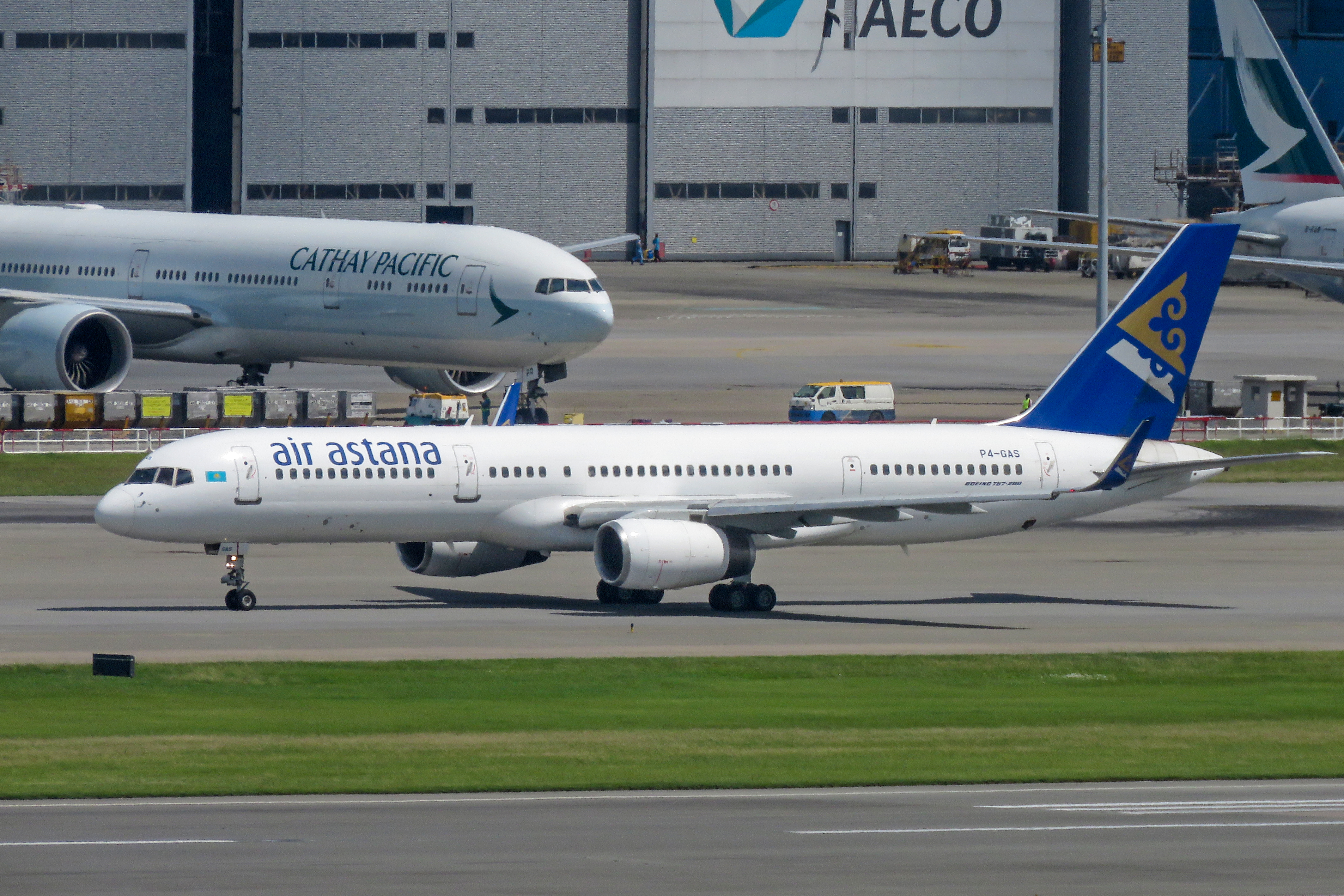
波音757-200

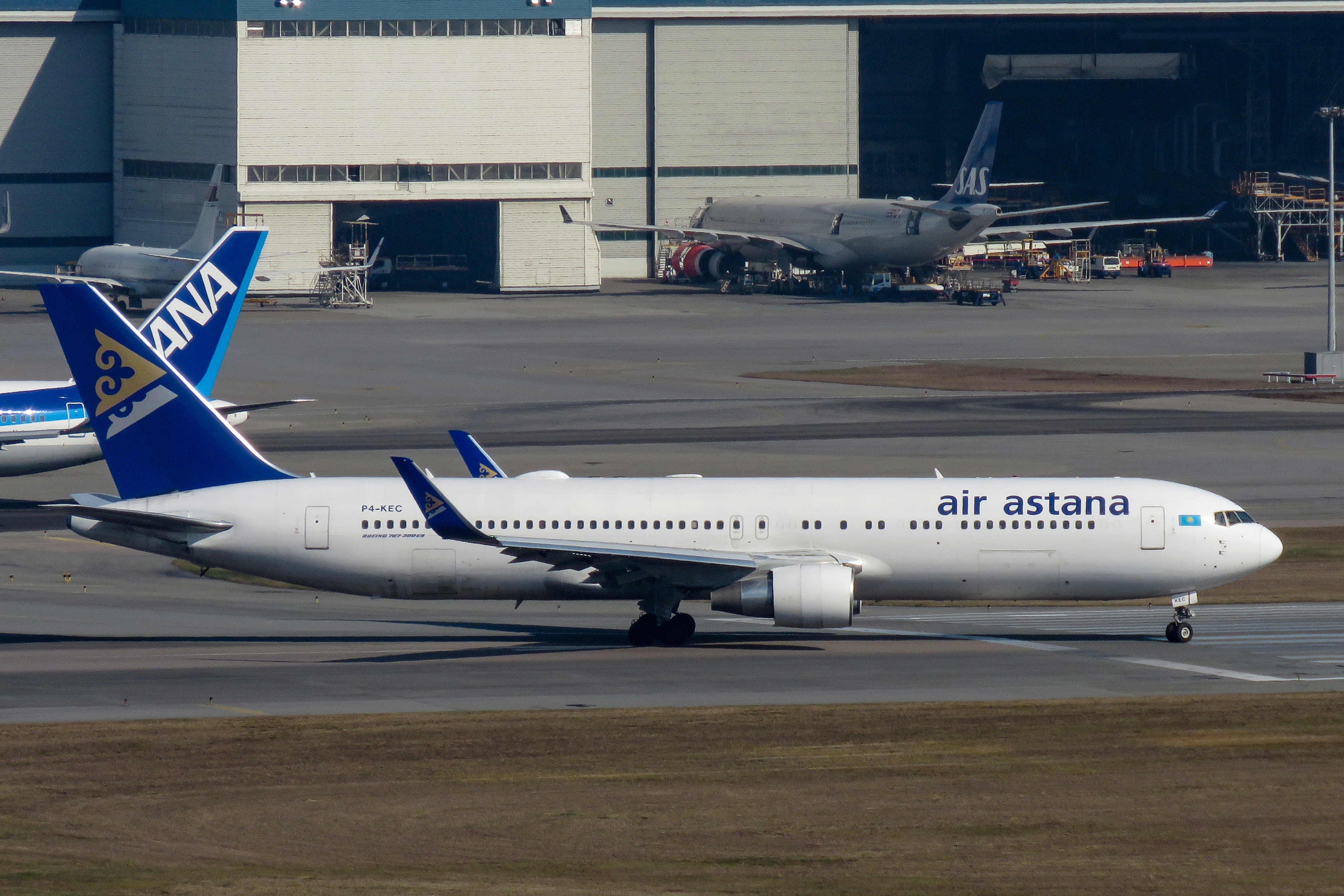
波音767-300ER

截至2022年，阿斯塔納航空的機隊如下：